# ليغاسي ريكوردينغس
ليغاسي ريكوردينغس (بالإنجليزية:  Legacy Recordings)‏ هي شركة تسجيلات أمريكية تعتبر جزءا من سوني ميوزك. تم إنشاء الشركة في عام 1990 بعد استحواذ سوني على سي بي أس ريكوردز.